# 三体 (小说)
《三体》是中国大陆作家刘慈欣于2006年5月至12月在《科幻世界》杂志上连载的一部长篇科幻小说，并于2008年由重庆出版社出版单行本。本书是“三体系列”（原名：地球往事三部曲）的第一部作品，续作《三体II：黑暗森林》和《三体III：死神永生》分别于2008年5月和2010年11月出版。小说于2006年获得中国科幻银河奖，并自出版后成为中国大陆最畅销的科幻长篇小说之一。
小说的英文版由刘宇昆翻译，并由Tor Books于2014年出版，随后獲得美國科幻和奇幻作家協會2014年度「星云奖」提名。2015年，本作英文译本荣获雨果奖最佳小说奖，成为第一部获得该奖项的亚洲作家的作品。
該書已被改編成其他媒體。 2015年，中國同名電影改編版正在製作中，但從未上映。 中國電視劇《三體》於 2023 年初上映，在當地取得了巨大成功。 Netflix英文版電視剧《三体》（3 Body Problem）於2024年3月上映。

## 世界观与设定
小说的基本设定涉及了经典力学中的三体问题。记述生活在三体世界內不断进化与毁灭的三体人，而新一代三体人已具有超越地球文明数倍的科学水平。

## 情节概述
文化大革命期間，主修天体物理学的女研究生叶文洁，目睹了作为清华大学物理教授的父亲叶哲泰被红卫兵批鬥而死。叶文洁受父亲牵连，在机缘巧合下进入一個國家秘密工程機構。這個機構直属中共中央最高层领导，進行著一个名為「紅岸工程」的絕密計劃，目的是探索外星人是否存在。叶文洁作為天体物理学研究員进入基地後，偶然发现了太阳的增益反射。隨後，她私下利用该原理两次向宇宙中发出了包含地球信息的电波，信息被距地球最近的三合星恒星系统半人马座α上的居民——三体人收到，从此，三体世界和地球世界建立了联系。
三体世界的生存环境极端严酷，有三个质量相差不大的“太阳”，根据牛顿运动定律，这三个太阳的运动轨迹是完全不可预测的（详见三体问题）。而三体人所在的行星被这三个“太阳”的引力交互作用，导致该行星的轨道高度混沌：当行星被一个“太阳”捕获并围绕之旋转时，三体人会暂时获得一段稳定的发展期，三体人称之为“恒纪元”。当行星未能被一个“太阳”捕获，太阳升落毫无规律时，这段时期被称为“乱纪元”。为此，三体人进化出了在乱纪元来临时脱水的本能以应对危机。但这并不总是有效的，由于三个“太阳”运行无规律，当行星过于靠近“太阳”时，会因为温度过高而令其表面熔化；过于远离“太阳”时温度又会过低；更可怕的是，当行星同时靠近几个“太阳”时，会因为引力的撕扯导致星体分裂。以上几种原因促使三体文明毁灭了数百次。但尤为恐怖的是，因为相对“太阳”来说，行星的质量太小，最终会因轨道的混乱而陷入“太阳”当中，以至三体人和三体文明永远消失。对于三体人来说，宇宙移民是唯一的选择。三体社会时刻面临毁灭的危机，因而进化出了高度极权的社会体制和完全不同于地球道德文化的价值观，只有如此文明才能存延。
当人类社会和三体社会建立联系后，由一群对人类文明、破坏自然不满的人发起並成立了一个地球三体组织，旨在毁灭地球文明，迎接三体文明。歷經喪親之痛的叶文洁是该组织的精神领袖。同时，三体世界为保证顺利向地球移民，消灭地球社会和地球人类，利用“智子”技术（将单个质子从九维展开至二维并雕刻上電子線路，成為智能计算机器人）干扰人类的高能物理试验，将人类的高等科学研究锁定，使之停滞不前。三体组织也在此时暗杀全球的科学家。为招揽成员，三体组织开发了《三体》游戏。與此同時，各国政府也組成联盟應付可能的危机。主人公汪淼进入了该游戏并深入到三体组织内部。汪淼联合警探史強，在多国部隊協助下，於巴拿馬運河伏擊以納米線陷阱割毀了三体组织的總部——“审判日”号輪船，最终击垮了三体组织。後來，多国政府在俘虜叶文洁後，通过審訊及從“審判日”號中取得的硬碟獲知三体文明的详细资料。但地球科技的发展已经被“智子”锁死無法發展，而三体人的移民已经开始，450年后，三体人将降临地球，人类必须为此开始准备。

## 主要角色
汪淼
- 本作主人公。国家科学院院士，进行纳米材料的研究。
- 2007年，发生了大量科学家在短期内自杀的事件，而自杀的科学家们都和一个名为“科学边界”的组织有联系，因此被邀请协助调查。自此便被卷入了一系列不寻常遭遇当中。
- 某天在摄影的时候目击了无法用科学解释的“幽灵倒计时”，陷入困惑的他拜访了通过“科学边界”组织认识的物理学家、同样从事纳米材料研究的申玉菲，并通过申玉菲得知了网络体感游戏“三体”的存在。汪淼进入了三体游戏中，通过不断的尝试最终通关，得到了地球三体组织聚会的资格。然后更发现了地球三体组织的统帅身份。
- 在从统帅口中得知关于三体文明的一些信息后，他连同警察史强，在巴拿马运河的“古筝行动”中利用纳米材料摧毁了地球三体组织的大本营——“审判日号”巨轮。

史强
- 退伍军人，曾在中越战争中参战。警察及反恐专家。行事粗鲁但胆大心细、不拘一格。被少将常伟思借入地球防务安全部参与常伟思主持的跨军警两界、有中情局成员等人参加的会议，和汪淼、丁仪一同调查科学家自杀的案件。
- 在剿灭三体组织总部行动中逮捕其统帅，但过程中受到超量核辐射，后因此患上白血病。
- 之后在会议上提出“古筝行动”的设想，最终在巴拿马运河上毁灭“审判日”号，协助得到三体文明与地球三体组织通讯的内容。后为治疗白血病冬眠，等待新的治疗技术出现。

葉哲泰
- 清華大學物理學教授，葉文潔之父。
- 1967年文革時，葉哲泰因在基礎課中加入相對論內容、传播哥本哈根解释、大爆炸理论等原因而被批斗，最後被唐紅靜等四名清華附中的初二女學生用皮帶活活打死。

紹琳
- 清華大學物理學教授，葉文潔之母。其父在爱因斯坦来华时是接待陪同者之一，与爱因斯坦有过一次简短交流。文革時参与揭發及批斗丈夫葉哲泰。
- 丈夫慘死後，紹琳看準時機和一位教育部高级干部結了婚，之後該高幹升到了副部級，而紹琳則成為另一所大學的副校長。

叶文洁
- 清华大学物理系天体物理专业教授，2004年退休。杨冬的母亲。
- 真实身份是地球三体组织的幕后统帅。
- 1947年6月出生，天体物理学研究生。父亲叶哲泰、母亲邵琳为清华大学物理学教授，有一个妹妹叶文雪（死于文革武斗）。1967年，她亲眼目睹父亲在文革批斗中被红卫兵打死。之后被下放到大兴安岭劳动，因为阅读了《寂静的春天》而被生产建设兵团《大生产报》的记者白沐霖陷害，但因其专业领域的背景而得以免于处罚，并在与杨卫宁和雷志成的斡旋下进入“红岸基地”。
- 在红岸基地，叶文洁得知此处正在进行一个寻找外星文明的绝密项目。1971年，她无意中发现太阳具有对电波的增益反射功能，于是她通过太阳向外太空发送了信号。此信号被三体文明的一个联络员截获并发送回信，回信内容警告地球人不要回信以免被三体人发现。该回信在1979年到达地球并被叶文洁再次获取。此时对人类已感绝望的她，渴望外星的先进文明来取代人类，于是不顾警告再次向三体文明发送信号。此举直接导致三体文明确定地球的位置并派出殖民舰队向地球进发。
- 在她第一次向外太空发送信号后不久与杨卫宁结婚，收到回信后怀孕并生下女儿杨冬。然而三体文明的回信被雷志成得知，为了保守秘密，她决定将雷志成暗中灭口，为了不错过杀雷志成的最佳时机，甚至杀死了自己的丈夫。两年后离开红岸基地回到清华大学任教。后来成为了地球三体组织的统帅（实际上是精神领袖，并不处理具体事务）。
- 在剿灭三体组织总部行动中被抓捕，最后死于红岸基地遗址。

杨卫宁
- 红岸基地的总工程师，叶文洁的丈夫，曾是叶文洁父亲葉哲泰的一名研究生。
- 1969年，将受到陷害的叶文洁救出并带到红岸基地，安排她在那里进行研究工作。后与叶文洁结婚。
- 1979年，雷志成发现了三体文明秘密后，叶文洁打算杀掉雷志成灭口的时候被牵连，和雷志成一同跌落崖底。

杨冬
- 物理学家，叶文洁和杨卫宁的女儿，丁仪的女友。1979年出生。
- 2007年，发现大自然并不“自然”，高级文明已经把宇宙改变得面目全非，低级文明的科技发展已经锁死，物理学不存在了。
- 同年，三个月后，无意间得知母亲与三体世界的秘密。
- 因物理学不存在了和母亲与三体世界的秘密而对生活绝望，留下“物理学从来就没有存在过”的遗书后自杀。

丁仪
- 物理学家，杨冬的男友，为人不修边幅，爱喝酒；但又非常有才能。曾在对球状闪电的研究中发现宏原子而闻名于世[9]。
- 因杨冬的死而意志消沉，并察觉到杨冬之死背后的不寻常。
- 后来参与了对抗地球三体组织的“古筝行动”。

雷志成
- 红岸基地的政委，天体物理专业出身，属于少有的知识分子政委。
- 对杨卫宁将叶文洁带入红岸基地持保留态度，并在红岸基地中最大限度地限制叶文洁的活动和研究范围。后来想通过利用叶文洁的研究论文当成自己的研究成果，积累在政治上往上爬的资本。
- 在叶文洁截留来自三体文明的回信时，他通过安装在后台的监听程序得知了叶文洁的行为，因此被叶文洁灭口。

常偉思
- 將軍，隸屬於中國人民解放軍太空軍。古箏行動的策劃者，常伟思在军队中时曾是史强的领导，對史强非常信任。

申玉菲
- 日籍华裔物理学家，“科学边界”成员。
- 真实身份是地球三体组织成员，属于“拯救派（主张帮助三体文明脱离苦难）”。通过科学边界与同是研究纳米材料的汪淼认识，并引导汪淼目击“幽灵倒计时”及介绍汪淼进入三体游戏，企图借此说服汪淼停止纳米材料的研究。
- 后因为三体组织内部惧怕她推算出三体运动的完整数学模型，被伊文斯命令潘寒杀死。

魏成
- 申玉菲的丈夫，研究「三體問題」的數學天才。

潘寒
- 生物学家，“科学边界”著名成员之一。曾作出几个事后均成真的科学预言（根据书中的暗示，预言成真是地球三体组织的力量推动的），造成了轰动。因此其社会思想也日益具有影响力。
- 真实身份是地球三体组织成员，属于“降临派”（主张三体文明消灭地球文明）的激进分子。接待了通关了三体游戏的汪淼等人并带他们参加了三体组织的聚会。
- 因杀死申玉菲一事违反纪律，在三体组织聚会上被统帅叶文洁下令处死。

麦克·伊文斯
- 地球三体组织的实际缔造者。父亲是石油公司的富翁。
- “物种共产主义”者。在中国西北与回大学任教后到此进行课题研究的叶文洁相识。伊文斯对人类为了私欲而不顾一切破坏环境的行为深恶痛绝，因此叶文洁将有关三体文明的一切告诉他。伊文斯在证实了三体文明的存在后，以自己继承的庞大财产建立起地球三体组织，并邀请叶文洁担任地球三体组织的最高统帅。
- 地球三体组织降临派最高层之一
- 在地球三体组织中，主要由他负责和三体文明进行对话。
- 最终在“古筝行动”中死亡。

沙瑞山
- 葉文潔的學生。
- 在北京郊区的無線電天文觀測基地工作，研究宇宙背景輻射。
- 曾經幫助汪淼觀察到宇宙背景的閃爍。

## 改动
在2006年的连载版中，故事以讲述叶文洁的经历的“疯狂年代”开篇。而在2007年发行的单行本中则以汪淼的故事开篇，“疯狂年代”作为插叙内容，在第七章开始出现，且涉及文化大革命的内容有删节。翻译版本则以中文单行本为准。
2019年出版的日文翻译版本中将“疯狂年代”作为了小说开篇部分。

## 相关评论
2013年《三体》入围第九届全国优秀儿童文学奖的初选名单，而《科幻世界》杂志副主编姚海军表示，《三体》虽然不能算作纯粹的儿童文学作品，但其中描写人类战胜邪恶外星人、追求自身梦想的过程，确有儿童文学的影子。姚海军还评论说，对孩子可能看不懂《三体》的质疑属于主观臆测，成年人不应该低估孩子的理解能力。
在2017年1月，即將離任美國總統的奧巴馬，便在和《紐約時報》記者的訪談中提到了中國科幻小说家劉慈欣的《三體》。當時奧巴馬的訪問是關於閲讀的意義，他自言讀小说的目的也僅僅是逃避現實，在繁忙的工作中換換腦子。記者追問到有些什麼小説符合他説的例子，而奧巴馬就回答道：「很有趣的就是最近我為了逃避現實而讀了一本書，結果最後卻發現那本書十分深刻。那是本科幻小説，一套三本，叫做《三體》系列。」奧巴馬接著說：「《三體》實在是太有想象力了，十分有趣。故事背景十分宏大，當然也有可能是因為平時國會和我的工作都是在斤斤計較於一些很小的事情，而不是去擔心外星人入侵。」

## 获奖情况
- 《三体》获得2006年度中国科幻银河奖（第十九届）特别奖。

- 《三体》获得第一届西湖·类型文学双年奖金奖。

- 《三体》获得2014年度美國科幻和奇幻作家協會星云奖长篇小说类提名。

- 《三体》获得2015年度普罗米修斯奖最佳小说提名。

- 《三体》获得轨迹奖科幻小说类提名。

- 《三体》获得约翰·W·坎贝尔纪念奖最佳科幻小说提名。

- 《三体》英文版由刘宇昆执笔翻译，于2015年4月16日入围美国2015年雨果奖最佳小说提名名单。2015年8月23日获得2015年雨果奖最佳小说奖。[12]

- 《三体》获得2020年度星云赏海外部门长篇小说奖。[13]

## 译本
2015年经刘宇昆译成英语并获得当年度雨果奖最佳长篇小说（被誉为科幻界诺贝尔奖）。
截至2017年12月，《三体》系列三部曲中文版销量已超过700万册，同时已被译成英文（2015年，至2017年英文三部曲的总销量已超过70万册）、西班牙文（2016年）、德文（三部曲于2016至2019年陆续面世）、法文（2016年）、匈牙利文、葡萄牙文、土耳其文、波兰文、泰文、捷克文、韩文、希腊文等十多种语言文字版本并出版。
2019年的日文版是《三体》的第25种语言版本。

## 改编作品
德国西德广播公司与北德广播公司在2017年将《三体》系列第一部改编为德语广播剧，导演系马丁·齐尔卡（Martin Zylka）；2018年改编了第二部。
2022年12月10日，中国动画剧集《三体》开始播映。
2023年1月15日，中国电视剧《三体》在CCTV电视剧、腾讯视频、咪咕视频首播。
2020年9月1日，宣布《三体》将被改编为Netflix英文原创剧集。2024年3月21日，由Netflix改編的《3体》正式上映。